# レコライド
レコライドとは、2009年3月に結成された4人組バンドである。結成当初はたった、FQTQ、佐々木喫茶の3人組だったが、2010年春に新メンバーとして、ハシモトユウヤを迎え、4人構成となった。

## メンバー
たった（ボーカル担当）
PONSのメンバーとしても活動している。テクノポップ・エレクトロ系のイベント、ファッションイベントなどではDJと、様々な活動をしている。
FQTQ（シンセサイザー担当）
ソロでも活動しており、ショルダーキボード等のパフォーマンスとしても注目を集めている。現在では解散しているガールズユニット「80 pan」のプロデュースなど、こちらも様々な活動をしている。
佐々木喫茶（プログラミング・ボーカル担当）
ギャクセツゾク、月刊プロボーラーの加入・解散を経て、2009年3月にレコライドを結成。全ての作詞作曲・編曲・プロデュースを行っている。
ハシモトユウヤ（ギター担当）
2010年春に、4人目のメンバーとして、正式に加入したメンバー。

## 略歴

### 2009年
2009年3月、PONSとしても活動しているたった、ソロでも活動していたFQTQ、様々なグループの加入・解散を経て活動をしている佐々木喫茶の3人で結成される。
2009年11月25日、デビューミニアルバム「絶叫みだれラリーランド」をリリース。収録曲の「Baseball Murder」はテレビ東京系列の番組「ピラメキーノ」に起用される。

### 2010年
2010年3月、台湾・台北でのライブツアーを行う。会場を大満員にし、成功を収める。この模様は各メディアにも取り上げられている。
春、新メンバーにハシモトユウヤを迎え、4人構成で活動する。

## ディスコグラフィー

### ミニアルバム
1. 絶叫みだれラリーランド（2009年11月25日発売）
  - 「Baseball Murder」 - テレビ東京系列「ピラメキーノ」2010年12月エンディングテーマ曲